# Virginia Valli

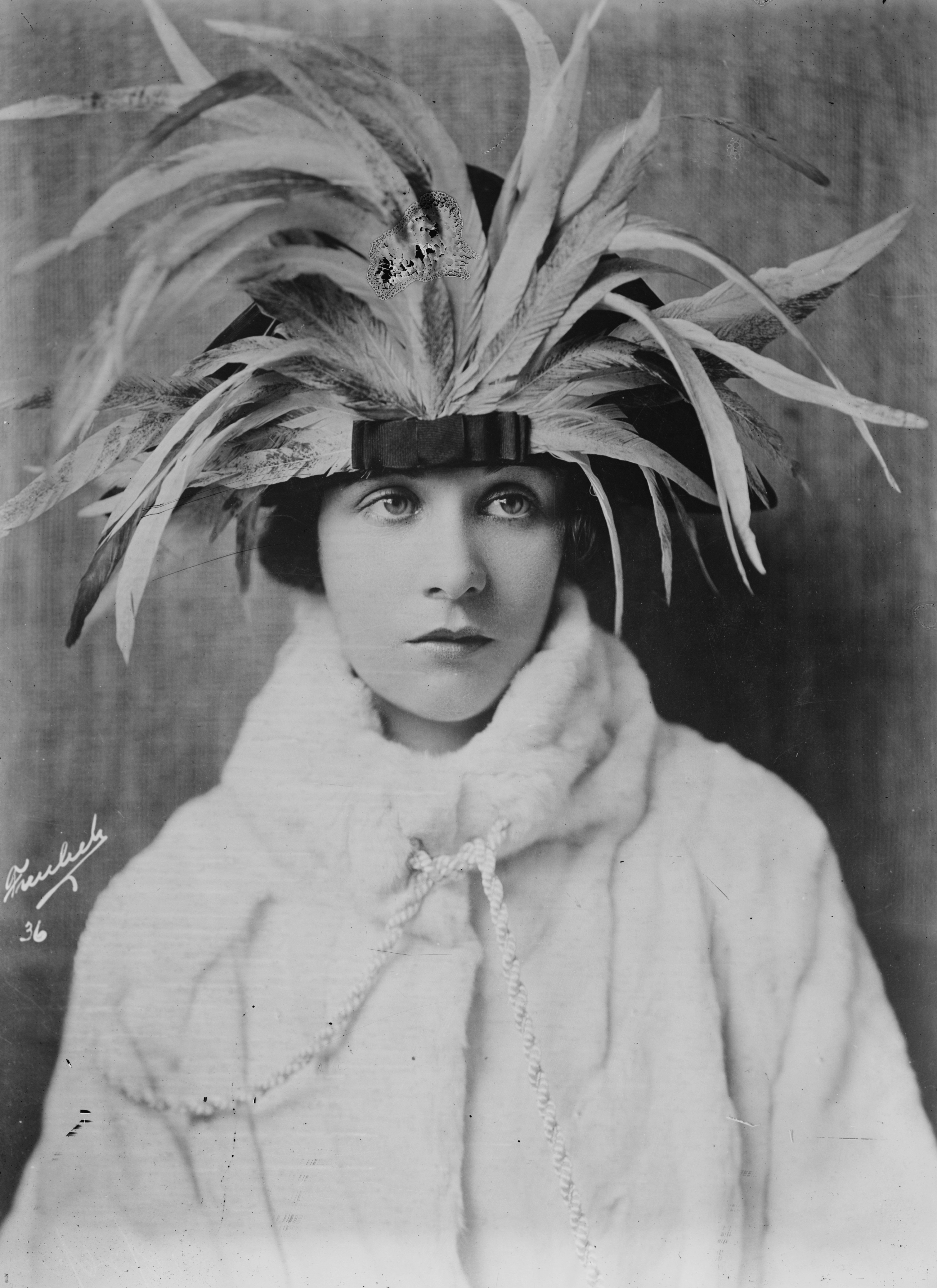
Virginia Valli (1920)

Virginia Valli (* 10. Juni 1898 in Chicago, Illinois als Virginia McSweeney; † 24. September 1968 in Palm Springs, Kalifornien) war eine amerikanische Schauspielerin.

## Lebenslauf
Mitte der 1920er Jahre gehörte sie zu den bekannteren Stars der Universal Studios. Zu ihren erfolgreichen Stummfilmen gehören The Man Who Found Himself sowie Paid To Love und Evening Clothes von 1927. 1925 spielte sie die Hauptrolle in Alfred Hitchcocks erstem Spielfilm Irrgarten der Leidenschaft. Mit dem Aufkommen des Tonfilms verblasste Vallis Karriere. Sie beendete ihre Karriere 1931 mit Night Life in Reno.
Valli war zweimal verheiratet. Ihre erste Ehe mit dem Theateragenten George Demarest Lamson dauerte von 1921 bis 1927. 1931 heiratete sie den Schauspieler Charles Farrell, mit dem sie bis zu ihrem Tod verheiratet war. Beide Ehen blieben kinderlos.
Virginia Valli hat einen Stern auf dem Hollywood Walk of Fame (6125 Hollywood Blvd.).

## Filmografie
- 1916: The Strange Case of Mary Page
- 1917: Skinner's Dress Suit
- 1917: Satan's Private Door
- 1917: The Quarantined Bridegroom (Kurzfilm)
- 1917: Filling His Own Shoes
- 1917: Vernon, the Bountiful (Kurzfilm)
- 1917: Much Obliged (Kurzfilm)
- 1917: The Golden Idiot
- 1917: The Long Green Trail (Kurzfilm)
- 1917: Efficiency Edgar's Courtship
- 1917: The Fable of the Speedy Sprite (Kurzfilm)
- 1917: The Fibbers
- 1918: Uneasy Money
- 1918: Ruggles of Red Gap
- 1919: His Father's Wife
- 1919: The Black Circle
- 1920: The Very Idea
- 1920: The Dead Line
- 1920: The Midnight Bride
- 1920: The Common Sin
- 1920: The Plunger
- 1921: The Silver Lining
- 1921: Sentimental Tommy
- 1921: Love's Penalty
- 1921: The Man Who
- 1921: A Trip to Paradise
- 1921: The Devil Within
- 1921: The Idle Rich
- 1922: The Right That Failed
- 1922: Tracked to Earth
- 1922: His Back Against the Wall
- 1922: The Black Bag
- 1922: The Storm
- 1922: The Village Blacksmith
- 1923: The Shock
- 1924: A Lady of Quality
- 1924: Wild Oranges
- 1924: The Confidence Man
- 1924: Das rote Signal (The Signal Tower)
- 1924: In Every Woman's Life
- 1924: K - The Unknown
- 1925: Fieberndes Blut (The Price of Pleasure)
- 1925: Wirrwarr der Ehe (Up the Ladder)
- 1925: Siege
- 1925: Die Frau, die gelogen hat (The Lady Who Lied)
- 1925: The Man Who Found Himself
- 1925: Irrgarten der Leidenschaft (The Pleasure Garden)
- 1926: Pass auf deine Frau auf (Watch Your Wife)
- 1926: Großstadtspatzen (The Family Upstairs)
- 1926: Flames
- 1927: Stage Madness
- 1927: Marriage
- 1927: Ein Frack, ein Claque, ein Mädel (Evening Clothes)
- 1927: Bezahlte Liebe (Paid to Love)
- 1927: Judgment of the Hills
- 1927: Titanic (East Side, West Side)
- 1927: Ladies Must Dress
- 1928: The Escape
- 1928: The Street of Illusion
- 1929: Behind Closed Doors
- 1929: Die Insel der verlorenen Schiffe (The Isle of Lost Ships)
- 1929: Mister Antonio
- 1929: Kapitän Halls große Liebe (The Lost Zeppelin)
- 1930: Guilty?
- 1931: Night Life in Reno